# Eulasia korbi
Eulasia korbi är en skalbaggsart som beskrevs av Rudolph Petrovitz 1972. Eulasia korbi ingår i släktet Eulasia och familjen Glaphyridae. Inga underarter finns listade i Catalogue of Life.